# Notsodipus renmark
Notsodipus renmark is een spinnensoort uit de familie Lamponidae. De soort komt voor in Zuid-Australië en Victoria.